# 斯特雷塔峰
46°28′37″N 10°02′41″E / 46.47694°N 10.04472°E
斯特雷塔峰（義大利語：Piz la Stretta），是中歐的山峰，位於意大利和瑞士接壤的邊境，屬於利維尼奧阿爾卑斯山脈的一部分，海拔高度3,104米，每年平均降雨量1,386毫米。